# Xanthomendoza galericulata
Xanthomendoza galericulata är en lavart som beskrevs av L. Lindblom. Xanthomendoza galericulata ingår i släktet Xanthomendoza och familjen Teloschistaceae.   Inga underarter finns listade i Catalogue of Life.